# Línea SE851 (EMT Madrid)
El Servicio Especial (S.E.) codificado como SE851 de la EMT de Madrid unía el Estadio Metropolitano con la Plaza de Cibeles entre el 9 y el 11 de junio de 2023.

## Características
Esta línea unía sin paradas el Estadio Metropolitano con la Plaza de Cibeles, para facilitar los desplazamientos de vuelta desde el Primavera Sound Festival.

### Frecuencias
| Noches del 9 al 10 y del 10 al 11 de junio |             |
| de 4:00 a 6:00                             | cada 15 min |

## Paradas
| Código | Parada                               | Coincidente con | Conexiones con Metro  |
| ------ | ------------------------------------ | --------------- | --------------------- |
| 50009  | Av. Arcentales-Estadio Metropolitano |                 | Estadio Metropolitano |
| 5727   | CIBELES (Paseo del Prado, 1)         | N2 N3           | Banco de España       |